# اچ‌ام‌آی‌اس گوندوانا (کی۳۴۸)
اچ‌ام‌آی‌اس گوندوانا (کی۳۴۸) (به انگلیسی: HMIS Gondwana (K348)) یک کشتی بود که طول آن ۲۰۸ فوت (۶۳٫۴۰ متر) بود. این کشتی در سال ۱۹۴۳ ساخته شد.